# Агасовчат
Агасовча́т — гірська вершина у східній частині Великого Кавказу. Знаходиться на півночі Азербайджану.